# Nombres grans
Hom parla de nombres grans per referir-se a nombres que són significativament més grans que els que s'usen en la vida quotidiana, com ara en comptar o en transaccions monetàries. El terme es refereix principalment a nombres positius grans, o més en general, a nombres reals positius grans, però també es pot usar aquesta terminologia en altres àmbits.
Els nombres grans apareixen amb freqüència en camps com les matemàtiques, cosmologia, criptografia i mecànica estadística.

## Ús de la notació científica per a tractar nombres grans i petits
La notació científica es va crear per tal de tractar l'ampli rang de valors que apareixen en l'estudi científic. El nombre 1,0 × 10⁹, per exemple, significa un miliard, o mil milions, és a dir, un 1 seguit de nou zeros: 1 000 000 000; i 1,0 × 10-9 significa una milmilionèsima, o 0,000 000 001. El fet d'escriure 10⁹ en comptes de nou zeros estalvia als lectors l'esforç i els possibles errors en llegir una seqüència llarga de zeros per tal de copsar la magnitud del nombre.

## Nombres grans en la vida quotidiana
Alguns exemples de nombres grans que descriuen objectes reals de la vida quotidiana són: 
- El nombre de bits del disc dur d'un ordinador (a 2010, al voltant de 1013, 500-1000 GB)
- El nombre estimat d'àtoms de l'univers observable (1080)
- El nombre de cèl·lules del cos humà (més de 10¹⁴)
- El nombre de connexions neuronals del cervell humà (unes 10¹⁴)
- La fita inferior per a la complexitat de l'arbre de joc dels escacs, coneguda com a Nombre de Shannon (estimat al voltant de 1043)
- La constant d'Avogadro, el nombre d'"entitats elementals" (habitualment àtoms o molècules) presents en un mol; el nombre d'àtoms de 12 grams de carboni-12 (aproximadament 6,022 × 1023)

## Nombres astronòmicament grans
Alguns altres nombres grans apareixen en astronomia i cosmologia, com ara els que descriuen la longitud i el temps. Per exemple, el model actual del big-bang suggereix que l'Univers té uns 13.000 milions d'anys (4,355 × 1017 segons), i que l'univers observable té un diàmetre d'uns 93.000 milions d'anys llum (8,8 × 1026 metres), i conté al voltant de 5 × 1022 estrelles, organitzades en uns 125.000 milions (1,25×1011) de galàxies, segons les observacions del telescopi Hubble. S'estima que hi ha uns 1080 àtoms a l'univers observable.
Segons Don Page, físic de la Universitat d'Alberta (Canadà), el temps finit més gran que mai s'ha calculat explícitament és
{\displaystyle 10^{10^{10^{10^{10^{1,1}}}}}{\mbox{ anys}}}
que correspon a l'escala d'un temps recurrent de Poincaré estimat per a l'estat quàntic d'una caixa hipotètica que conté un forat negre d'una massa igual a la de tot l'univers, observable o no, amb la hipòtesi d'un cert model inflacionari amb un inflató de massa igual a 10−6 masses de Planck. Aquest temps assumeix un model estadístic subjecte a la recurrència de Poincaré. Una manera simplificada de pensar en aquest temps és en un model en el qual la història del nostre univers es repeteix un nombre arbitrari de cops a causa de les propietats de la mecànica estadística; aquesta és l'escala de temps en la qual l'univers seria, per primer cop, similar al seu estat actual (escollint de manera adequada el sentit del terme "similar").
Els processos combinatoris generen ràpidament nombres encara més grans. La funció factorial, que defineix el nombre de permutacions d'un conjunt d'objectes, creix molt ràpidament amb el nombre d'objectes. La fórmula de Stirling proporciona una expressió asimptòtica per a aquesta taxa de creixement.
Els processos combinatoris també generen nombres molt grans en mecànica estadística. Habitualment, aquests nombres són tan grans que hom s'hi refereix només prenent logaritmes.
Els nombres de Gödel, i altres mètodes per representar cadenes de bits en teoria algorísmica de la informació, són nombres molt grans, fins i tot per a enunciats matemàtics de longitud raonable. Tanmateix, alguns nombres patològics són encara més grans que els nombres de Gödel associats a proposicions matemàtiques típiques.
El lògic Harvey Friedman ha desenvolupat part del seu treball sobre nombres grans, com en el cas del teorema dels arbres de Kruskal i el teorema de Robertson-Seymour.

## Ordinadors i complexitat computacional
Entre 1980 i 2000, els discos durs dels ordinadors personals han evolucionat des d'una capacitat d'uns 10 megabytes (107 bytes) fins a més de 100 gigabytes (1011 bytes). Un disc de 100 gigabytes podria emmagatzemar el color favorit dels 7.000 milions d'habitants de la Terra sense comprimir les dades (emmagatzemar 14 bytes per cadascun dels 7.000 milions d'habitants ocuparia aproximadament 98 GB). Si ara pensem a emmagatzemar en un diccionari totes les possibles contrasenyes de fins a 40 caràcters, n'hi ha unes 2320 possibilitats, que és prop de 2 × 1096. En la seva publicació Computational capacity of the universe, Seth Lloyd afirma que si es poguessin fer servir totes les partícules de l'univers com a part d'un ordinador enorme, només podria emmagatzemar de l'ordre de 1090 bits, menys d'una milionèsima part del que necessitaria el diccionari de contrasenyes. Tot i això, emmagatzemar informació i tractar-la computacionalment són coses ben diferents.
Amb tot, encara es poden programar ordinadors per tal que creïn i imprimeixin totes aquestes contrasenyes de 40 caràcters. Aquest programa es podria deixar que funcionés indefinidament. Si assumim que un PC modern pot imprimir uns 1.000 milions de cadenes de caràcters per segon, l'esforç computacional seria uns 2 × 1087 segons (uns 6 × 1079 anys), una milmilionèsima part del volum de dades (que, recordem, era d'unes 2 × 1096 contrasenyes). Per contra, hom estima que l'univers té uns 13.800 milions d'anys (1,38 × 10¹⁰). És a dir, el temps per a imprimir totes les contrasenyes de fins a 40 caràcters superaria, de lluny, l'edat actual de l'univers.
És previsible que els ordinadors cada cop siguin més ràpids, però la mateixa publicació de Seth Lloyd mencionada abans estima que, si l'univers funcionés com un gran computador, hauria realitzat no més de 10120 operacions des del big-bang. Això és bilions de vegades més càlculs que els necessaris per imprimir totes les contrasenyes de 40 caràcters, però computar i imprimir totes les contrasenyes de 50 caràcters sobrepassaria el potencial de computació estimat de tot l'univers. Els problemes com aquest tenen un creixement exponencial del nombre de càlculs que requereixen, i són un dels motius pels quals hom diu que els problemes amb dificultat exponencial són "intractables" en la teoria de computació. La divisió tradicional entre problemes "fàcils" i "difícils" es dibuixa, doncs, en programes que requereixen o no recursos amb creixement exponencial per executar-se.
Aquests límits resulten ser un avantatge en criptografia, ja que qualsevol tècnica de desxifratge que necessiti, per exemple, més de 10120 operacions mai serà factible. Aquests xifratges s'han de trencar mitjançant el desenvolupament de tècniques eficients que siguin desconegudes per al dissenyador del xifratge. Més en general, una gran part de les investigacions en ciències de la computació se centren a trobar solucions eficients a problemes que treballin amb molts menys recursos que els que requereixen una cerca per força bruta. Per exemple, una forma de trobar el màxim comú divisor (m.c.d.) entre dos nombres de 1.000 dígits cadascun pot ser descompondre cada nombre en els seus factors primers. Això pot comportar unes 2 × 10500 divisions, una quantitat massa gran com per considerar-la viable. Però l'algorisme d'Euclides, amb una tècnica molt més eficient, només necessita una fracció de segon per a calcular el m.c.d. de nombres tan grans.
La computació quàntica pot fer que alguns d'aquests problemes que necessiten una quantitat exponencial d'operacions, que fins ara són inabastables, es puguin arribar a resoldre; però aquesta tecnologia encara té dificultats teòriques i pràctiques que potser mai no es puguin superar, com la producció en massa de qubits, els blocs fonamentals de la computació quàntica.

## Exemples
- {\displaystyle 10^{10}} (10.000.000.000), anomenat "deu bilions" en l'escala curta, o "deu miliards" o "deu mil milions" en l'escala llarga.
- sexdeciliard = {\displaystyle 10^{99}}, també conegut com a duotrigintilió.
- googol = {\displaystyle 10^{100}.}
- centilió = {\displaystyle 10^{303}} o {\displaystyle 10^{600}}, depenent del sistema de nomenclatura.
- el nombre primer de Mersenne més gran conegut = {\displaystyle 2^{57.885.161}-1}
- googolplex = {\displaystyle 10^{\text{googol}}=10^{10^{100}}}
- nombres de Skewes: el primer és aproximadament {\displaystyle 10^{10^{10^{34}}}}, el segon {\displaystyle 10^{10^{10^{964}}}}
- nombre de Graham, més gran del que es pot representar amb torres de potències; encara que es pot representar amb la notació de Knuth.

La quantitat total de coneixement imprès a tot el món és d'uns 1,6×1018 bits; per tant, el seu contingut es pot representar per un nombre ente 0 i aproximadament {\displaystyle 2^{1,6\times 10^{18}}\approx 10^{4,8\times 10^{17}}}
Compareu:
- {\displaystyle 1,1^{1,1^{1,1^{1000}}}\approx 10^{10^{1,02\times 10^{40}}}}
- {\displaystyle 1000^{1000^{1000}}\approx 10^{10^{3000,48}}}

El primer nombre és molt més gran que el segon, ja que, encara que la base (1,1) és més petita, té una torre de potències més gran.

## Creació sistemàtica de seqüències de nombres de creixement ràpid
Donada una funció-successió entera creixent {\displaystyle f_{0}(n)} (n≥1), hom pot crear una successió de creixement ràpid {\displaystyle f_{1}(n)=f_{0}^{n}(n)} (on el superíndex n denota l'n-sima potència funcional). Això es pot repetir indefinidament escrivint {\displaystyle f_{k}(n)=f_{k-1}^{n}(n)}, on cada successió creix molt més ràpidament que l'anterior. Llavors podem definir {\displaystyle f_{\omega }(n)=f_{n}(n)}, que creix molt més ràpidament que qualsevol {\displaystyle f_{k}} per k finit (on ω és el primer nombre ordinal infinit, que representa el límit de tots els nombres k finits). Aquesta és la base de la jerarquia de creixement ràpid de funcions, on el subíndex s'estén a ordinals cada cop més grans.
Per exemple, començant amb f0(n) = n + 1: 
- f1(n) = f0n(n) = n + n = 2n
- f₂(n) = f1n(n) = 2nn > (2 ↑) n per n ≥ 2 (usant la notació de Knuth)
- f₃(n) = f₂n(n) > (2 ↑)n n ≥ 2 ↑² n per n ≥ 2.
- fk+1(n) > 2 ↑k n per n ≥ 2, k < ω.
- fω(n) = fn(n) > 2 ↑n - 1 n > 2 ↑n − 2 (n + 3) − 3 = A(n, n) per n ≥ 2, on A és la funció d'Ackermann (de la qual fω n'és una versió unària).
- fω+1(64) > fω64(6) > nombre de Graham (= g64 en la successió definida per g0 = 4, gk+1 = 3 ↑gk 3).
  - Això és conseqüència d'escriure fω(n) > 2 ↑n - 1 n > 3 ↑n - 2 3 + 2 i, per tant, fω(gk + 2) > gk+1 + 2.
- fω(n) > 2 ↑n - 1 n = (2 → n → n-1) = (2 → n → n-1 → 1) (usant la notació de fletxa encadenada de Conway)
- fω+1(n) = fωn(n) > (2 → n → n-1 → 2) (perquè si gk(n) = X → n → k llavors X → n → k+1 = gkn(1))
- fω+k(n) > (2 → n → n-1 → k+1) > (n → n → k)
- fω2(n) = fω+n(n) > (n → n → n) = (n → n → n→ 1)
- fω2+k(n) > (n → n → n → k)
- fω3(n) > (n → n → n → n)
- fωk(n) > (n → n → ... → n → n) (cadena de k+1 n's)
- fω²(n) = fωn(n) > (n → n → ... → n → n) (cadena de n+1 n's)

## Sistema normalitzat per l'escriptura de nombres grans
El fet de tenir una forma canònica d'escriure nombres grans permet ordenar-los fàcilment de forma creixent, i proporciona una manera senzilla d'identificar si un nombre és més gran que un altre.
Per tal de comparar nombres escrits en notació científica, per exemple 5×104 i 2×10⁵, primer es comparen els exponents, en aquest cas 5 > 4, de tal manera que 2×10⁵ > 5×104. Si els exponents són iguals, llavors cal comparar la mantissa (o coeficient); per exemple, 5×104 > 2×104 perquè 5 > 2.
La tetració amb base 10 dona la seqüència {\displaystyle 10\uparrow \uparrow n=10\to n\to 2=(10\uparrow )^{n}1}, les torres de potències de 10, on {\displaystyle (10\uparrow )^{n}} denota una potència funcional de la funció {\displaystyle f(n)=10^{n}} (la funció també s'expressa amb el sufix "-plex", com per exemple a googolplex).
Aquests són nombres rodons, és a dir, cadascun d'ells representa un ordre de magnitud en sentit general. Una forma poc precisa de dir com és de gran un nombre és especificar entre quins dos nombres de la seqüència es troba.
Així, googolplex és {\displaystyle 10^{10^{100}}=(10\uparrow )^{2}100=(10\uparrow )^{3}2}.
Un altre exemple:
{\displaystyle 2\uparrow \uparrow \uparrow 4=\underbrace {2_{}^{2^{{}^{.\,^{.\,^{.\,^{2}}}}}}} _{65.536{\text{ còpies de }}2}\approx (10\uparrow )^{65.531}(6{,}0\times 10^{19.728})\approx (10\uparrow )^{65.533}4{,}3} (entre {\displaystyle 10\uparrow \uparrow 65.533} i {\displaystyle 10\uparrow \uparrow 65.534})
Per tant, l'"ordre de magnitud" d'un nombre (en una escala superior a l'habitual) es pot caracteritzar pel nombre de vegades (n) que hom ha de prendre {\displaystyle \log _{10}} per tal d'obtenir un nombre entre 1 i 10. Així, el nombre es troba entre {\displaystyle 10\uparrow \uparrow n} i {\displaystyle 10\uparrow \uparrow (n+1)}. Com hem vist, una descripció més acurada d'un nombre també especifica si el valor d'aquest nombre està entre 1 i 10, o el nombre anterior (prenent el logaritme un cop menys) entre 10 i 10¹⁰, o el següent, entre 0 i 1.
Notem que
{\displaystyle 10^{(10\uparrow )^{n}x}=(10\uparrow )^{n}10^{x}}
És a dir, si un nombre x és massa gran com per a representar-lo per {\displaystyle (10\uparrow )^{n}x}, podem fer la torre de potències un pas més alta, substituint x per log10x, o trobar x a la representació de la torre inferior del logaritme en base 10 del nombre sencer. Si la torre de potències contingués un o més nombres diferents a 10, llavors les dues estratègies anteriors portarien a resultats diferents, degut al fet que ampliar la torre de potències amb un 10 per sota no seria el mateix que ampliar-la amb un 10 al capdamunt (però, clar, també passaria el mateix si la torre de potències consistís de còpies del mateix nombre, diferent de 10).
Si l'alçada de la torre és gran, es poden aplicar les diferents representacions dels nombres grans a la pròpia alçada. Si només es té una aproximació de l'alçada, no té gaire sentit donar un valor al capdamunt de la torre, de tal manera que hom pot emprar la notació de doble fletxa. Per exemple, {\displaystyle 10\uparrow \uparrow (7{,}21\times 10^{8})}. Si el valor que hi ha després de la doble fletxa és un nombre gran, hom pot aplicar recursivament el procediment anterior.
Exemples:
{\displaystyle 10\uparrow \uparrow 10^{\,\!10^{10^{3{,}81\times 10^{17}}}}} (entre {\displaystyle 10\uparrow \uparrow \uparrow 2} i {\displaystyle 10\uparrow \uparrow \uparrow 3})
{\displaystyle 10\uparrow \uparrow 10\uparrow \uparrow (10\uparrow )^{497}(9{,}73\times 10^{32})=(10\uparrow \uparrow )^{2}(10\uparrow )^{497}(9{,}73\times 10^{32})} (entre {\displaystyle 10\uparrow \uparrow \uparrow 4} i {\displaystyle 10\uparrow \uparrow \uparrow 5})
De manera semblant, si l'exponent de {\displaystyle (10\uparrow )} no es coneix de forma exacta, llavors no té gaire sentit donar un valor pel terme de la seva dreta, i hom pot, en comptes de fer servir la notació en potències de {\displaystyle (10\uparrow )}, afegir 1 a l'exponent de {\displaystyle (10\uparrow \uparrow )}, obtenint així, per exemple, {\displaystyle (10\uparrow \uparrow )^{3}(2{,}8\times 10^{12})}.
Si l'exponent de {\displaystyle (10\uparrow \uparrow )} és gran, hom pot aplicar també les representacions per nombres grans a l'exponent. De nou, si l'exponent no es coneix amb exactitud, llavors no té gaire sentit donar un valor al terme de la dreta, i hom pot, en comptes d'emprar la notació en potències de {\displaystyle (10\uparrow \uparrow )}, usar l'operador triple fletxa, per exemple {\displaystyle 10\uparrow \uparrow \uparrow (7{,}3\times 10^{6})}.
Si el terme a la dreta de l'operador triple fletxa és gran, també s'hi pot aplicar el raonament anterior, i llavors tenim per exemple {\displaystyle 10\uparrow \uparrow \uparrow (10\uparrow \uparrow )^{2}(10\uparrow )^{497}(9{,}73\times 10^{32})} (entre {\displaystyle 10\uparrow \uparrow \uparrow 10\uparrow \uparrow \uparrow 4} i {\displaystyle 10\uparrow \uparrow \uparrow 10\uparrow \uparrow \uparrow 5}). Aquest procediment es pot aplicar de manera recursiva, i així podem parlar d'una potència de l'operador triple fletxa.
Hom pot treballar, doncs, amb operadors amb nombres majors de fletxes, que hom escriu {\displaystyle \uparrow ^{n}}.
Compareu aquesta notació amb l'hiperoperador i la notació de fletxa encadenada de Conway:
{\displaystyle a\uparrow ^{n}b} = (a → b → n) = hyper(a, n + 2, b)
Un avantatge de la primera expressió és que, quan es considera com a funció de b, existeix una notació natural per tal d'expressar les potències d'aquesta funció (com faríem si escrivíssim les n fletxes): {\displaystyle (a\uparrow ^{n})^{k}b}. Per exemple:
{\displaystyle (10\uparrow ^{2})^{3}b} = (10 → (10 → (10 → b → 2) → 2) → 2)
i només en casos especials es pot reduir la subcadena llarga; si b = 1 tenim:
{\displaystyle 10\uparrow ^{3}3=(10\uparrow ^{2})^{3}1} = (10 → 3 → 3)
Com que b també pot ser un nombre gran, en general podem escriure un nombre mitjançant una successió de potències {\displaystyle (10\uparrow ^{n})^{k_{n}}} amb valos decreixents de n (amb exponents enters exactes {\displaystyle {k_{n}}}), i al final un nombre expressat en notació científica ordinària. En el cas que un {\displaystyle {k_{n}}} sigui massa gran com per expressar-lo exactament, hom incrementa en 1 el valor de {\displaystyle {k_{n+1}}} i cal reescriure tot el terme de la dreta de {\displaystyle ({n+1})^{k_{n+1}}}.
Per tal de descriure nombres de manera aproximada, no es necessiten desviacions de l'ordre decreixent dels valors de n. Per exemple, {\displaystyle 10\uparrow (10\uparrow \uparrow )^{5}a=(10\uparrow \uparrow )^{6}a}, i {\displaystyle 10\uparrow (10\uparrow \uparrow \uparrow 3)=10\uparrow \uparrow (10\uparrow \uparrow 10+1)\approx 10\uparrow \uparrow \uparrow 3}. Així concloem, d'una forma una mica contrària a la intuïció, que un nombre x pot ser tan gran que, en un cert sentit, x i 10x són "gairebé iguals".
Si el superíndex de la fletxa cap amunt és gran, hom pot aplicar a aquest superíndex les diferents representacions per a nombres grans. Si aquest superíndex no es coneix exactament, llavors no té gaire sentit elevar l'operador a una certa potència ni ajustar el valor sobre el qual actua. Hom pot simplement emprar un valor estàndard al terme de la dreta, per exemple 10, i l'expressió es redueix a {\displaystyle 10\uparrow ^{n}10=(10\to 10\to n)} per a algun n aproximat. Per a aquest tipus de nombres, la notació de fletxa cap amunt ja no suposa cap avantatge, i hom encara pot emprar la notació de cadena.
Hom pot aplicar recursivament l'anterior per a aquest n, i així obtenim la notació {\displaystyle \uparrow ^{n}} en el superíndex de la primera fletxa, etc., o bé tenim una notació de cadena anidada, per exemple:
(10 → 10 → (10 → 10 → {\displaystyle 3\times 10^{5}})) = {\displaystyle 10\uparrow ^{10\uparrow ^{3\times 10^{5}}10}10\!}
Si el nombre de nivells és massa gran i, per tant, la notació ja no resulta convenient, hom pot emprar una notació per expressar el nombre de nivells (de la mateixa manera que hom usa el superíndex de la fletxa en comptes d'escriure moltes fletxes). Si introduïm una funció {\displaystyle f(n)=10\uparrow ^{n}10} = (10 → 10 → n), aquests nivells esdevenen potències funcionals de f, la qual cosa ens permet escriure un nombre de la forma {\displaystyle f^{m}(n)}, on m està especificat de forma exacta, i n és un enter que pot ser o no exacte. Seguint amb l'exemple, {\displaystyle f^{2}(3\times 10^{5})}. Si n és gran, podem emprar qualsevol de les notacions que hem vist per tal d'expressar-lo. La forma més succinta d'aquests nombres són aquells de la forma fm(1) = (10→10→m→2). Per exemple, {\displaystyle (10\to 10\to 3\to 2)=10\uparrow ^{10\uparrow ^{10^{10}}10}10\!}.
Comparem la definició del nombre de Graham: usa el nombre 3 en comptes de 10 i té 64 nivells de fletxes i un 4 al capdamunt; així, {\displaystyle G<3\rightarrow 3\rightarrow 65\rightarrow 2<(10\to 10\to 65\to 2)=f^{65}(1)}, però també {\displaystyle G<f^{64}(4)<f^{65}(1)}.
Si el valor m de {\displaystyle f^{m}(n)} és massa gran com per donar-lo de manera exacta, hom pot escriure un valor fix per n, per exemple n = 1, i apliquem l'anterior a m de forma recursiva, és a dir, el nombre de nivells de fletxes cap amunt s'expressa en notació de fletxes cap amunt com a superíndex, etc. Si usem la notació de potència funcional sobre f obtenim múltiples nivells de f. Si introduïm una funció {\displaystyle g(n)=f^{n}(1)}, aquests nivells esdevenen potències funcionals de g, la qual cosa ens permet escriure un nombre en la forma {\displaystyle g^{m}(n)}, on m és un nombre exacte, i n és un enter que pot ser o no exacte. Tenim (10→10→m→3) = gm(1). Si n és gran, hom pot emprar qualsevol de les notacions que hem vist. De la mateixa manera es pot introduir una funció h, etc. Si es necessiten moltes d'aquestes funcions, és més convenient numerar-les que donar-les un nom cada cop, per exemple com a subíndex, de tal manera que tenim nombres de la forma {\displaystyle f_{k}^{m}(n)}, on k i m es coneixen exactament, i n és un enter que es pot conèixer o no de forma exacta. Si hom escriu k=1 per la funció f anterior, k=2 per g, etc., llavors tenim (10→10→n→k) = {\displaystyle f_{k}(n)=f_{k-1}^{n}(1)}. Si n és gran, podem fer servir qualsevol de les notacions anteriors. Així obtenim una col·lecció de formes encadenades {\displaystyle {f_{k}}^{m_{k}}}, on k disminueix conforme ens hi endinsem, i que pren com a argument una successió de potències {\displaystyle (10\uparrow ^{n})^{p_{n}}} amb valors decreixents de n (on tots aquests nombres són enters que es coneixen de forma exacta), i al final amb un nombre en notació científica habitual.
Quan el nombre k és massa gran per ser conegut de forma exacta, aquest nombre es pot representar com {\displaystyle {f_{n}}(10)}=(10→10→10→n) amb un n aproximat. Notem que el procés per anar des de la seqüència {\displaystyle 10^{n}}=(10→n) fins a la seqüència {\displaystyle 10\uparrow ^{n}10}=(10→10→n) és molt similar al procés d'anar des d'aquesta última seqüència fins a la seqüència {\displaystyle {f_{n}}(10)}=(10→10→10→n): és el procés general d'afegir un element 10 a la cadena en la notació de cadenes. Aquest procés es pot repetir de nou. Si numerem les subsegüents versions d'aquesta funció, hom pot expressar un nombre emprant funcions {\displaystyle {f_{qk}}^{m_{qk}}}, anidades seguint l'ordre lexicogràfic on q és el nombre més significatiu, però en ordre decreixent per q i per k; com a argument tenim una successió de potències {\displaystyle (10\uparrow ^{n})^{p_{n}}} amb valors decreixents de n (on tots aquests nombres es coneixen de forma exacta) i finalitzat per un nombre escrit en notació científica ordinària.
Si un nombre és massa llarg per escriure'l en la notació de fletxes encadenades de Conway, podem descriure la longitud de la cadena; per exemple, només emprant elements 10 a la cadena. En altres paraules, podem especificar la seva posició a la successió 10, 10→10, 10→10→10, ... Si, tot i així, la posició dins la successió és també un nombre gran, hom pot emprar les tècniques anteriors.

### Exemples de nombres en ordre numèric
Nombres expressables en notació decimal:
- 2² = 4
- 22² = 2 ↑↑ 3 = 16
- 33 = 27
- 44 = 256
- 5⁵ = 3.125
- 6⁶ = 46.656
- {\displaystyle 2^{2^{2^{2}}}} = 2 ↑↑ 4 = 2↑↑↑3 = 65.536
- 77 = 823.543
- 10⁶ = 1.000.000 = 1 milió
- 88 = 16.777.216
- 9⁹ = 387.420.489
- 10⁹ = 1.000.000.000 = 1 bilió (escala curta), 1 miliard o 1.000 milions (escala llarga)
- 10¹⁰ = 10.000.000.000
- 1012 = 1.000.000.000.000 = 1 trilió (escala curta), 1 bilió (escala llarga)
- 333 = 3 ↑↑ 3 = 7.625.597.484.987 ≈ 7,63 × 1012
- 1015 = 1.000.000.000.000.000 = 1 quadrilió (escala curta), 1.000 bilions (escala llarga)

Nombres expressables en notació científica:
- Nombre aproximat d'àtoms de l'univers observable = 1080 = 100.000.000.000.000.000.000.000.000.000.000.000.000.000.000.000.000.000.000.000.000.000.000.000.000.000.000
- googol = 10100 = 10.000.000.000.000.000.000.000.000.000.000.000.000.000.000.000.000.000.000.000.000.000.000.000.000.000.000.000.000.000.000.000.000.000
- 444 = 4 ↑↑ 3 ≈ 1,34 × 10154 ≈ (10 ↑)² 2,2
- Nombre aproximat de volums de Planck que componen el volum de l'univers observable = 8,5 × 10184
- 55⁵ = 5 ↑↑ 3 ≈ 1,91 × 102184 ≈ (10 ↑)² 3,3
- {\displaystyle 2^{2^{2^{2^{2}}}}=2\uparrow \uparrow 5=2^{65.536}\approx 2{,}0\times 10^{19.728}\approx (10\uparrow )^{2}4{,}3}
- 66⁶ = 6 ↑↑ 3 ≈ 2,66 × 1036.305 ≈ (10 ↑)² 4,6
- 777 = 7 ↑↑ 3 ≈ 3,76 × 10695.974 ≈ (10 ↑)² 5,8
- 888 = 8 ↑↑ 3 ≈ 6,01 × 1015.151.335 ≈ (10 ↑)² 7,2
- {\displaystyle M_{57.885.161}\approx 5{,}81\times 10^{17.425.169}\approx 10^{10^{7{,}2}}=(10\uparrow )^{2}7{,}2}, el 48è primer de Mersenne més gran conegut a Gener 2013.
- 99⁹ = 9 ↑↑ 3 ≈ 4,28 × 10369.693.099 ≈ (10 ↑)² 8,6
- {\displaystyle 10^{10^{10}}=10\uparrow \uparrow 3=10^{10.000.000.000}=(10\uparrow )^{3}1}
- {\displaystyle 3^{3^{3^{3}}}=3\uparrow \uparrow 4\approx 1{,}26\times 10^{3.638.334.640.024}\approx (10\uparrow )^{3}1{,}10}

Nombres expressables en notació (10 ↑)n k:
- googolplex = {\displaystyle 10^{10^{100}}=(10\uparrow )^{3}2}
- {\displaystyle 2^{2^{2^{2^{2^{2}}}}}=2\uparrow \uparrow 6=2^{2^{65.536}}\approx 2^{(10\uparrow )^{2}4{,}3}\approx 10^{(10\uparrow )^{2}4{,}3}=(10\uparrow )^{3}4{,}3}
- {\displaystyle 10^{10^{10^{10}}}=10\uparrow \uparrow 4=(10\uparrow )^{4}1}
- {\displaystyle 3^{3^{3^{3^{3}}}}=3\uparrow \uparrow 5\approx 3^{10^{3{,}6\times 10^{12}}}\approx (10\uparrow )^{4}1{,}10}
- {\displaystyle 2^{2^{2^{2^{2^{2^{2}}}}}}=2\uparrow \uparrow 7\approx (10\uparrow )^{4}4{,}3}
- 10 ↑↑ 5 = (10 ↑)⁵ 1
- 3 ↑↑ 6 ≈ (10 ↑)⁵ 1,10
- 2 ↑↑ 8 ≈ (10 ↑)⁵ 4.3
- 10 ↑↑ 6 = (10 ↑)⁶ 1
- 10 ↑↑↑ 2 = 10 ↑↑ 10 = (10 ↑)¹⁰ 1
- 2 ↑↑↑↑ 3 = 2 ↑↑↑ 4 = 2 ↑↑ 65.536 ≈ (10 ↑)65.533 4,3 es troba entre 10 ↑↑ 65.533 i 10 ↑↑ 65.534

Nombres encara més grans:
- 3 ↑↑↑ 3 = 3 ↑↑ (3 ↑↑ 3) ≈ 3 ↑↑ 7,6 × 1012 ≈ 10 ↑↑ 7,6 × 1012 es troba entre (10 ↑↑)² 2 i (10 ↑↑)² 3
- {\displaystyle 10\uparrow \uparrow \uparrow 3=(10\uparrow \uparrow )^{3}1} = (10 → 3 → 3)
- {\displaystyle (10\uparrow \uparrow )^{2}11}
- {\displaystyle (10\uparrow \uparrow )^{2}10^{\,\!10^{10^{3{,}81\times 10^{17}}}}}
- {\displaystyle 10\uparrow \uparrow \uparrow 4=(10\uparrow \uparrow )^{4}1} = (10 → 4 → 3)
- {\displaystyle (10\uparrow \uparrow )^{2}(10\uparrow )^{497}(9{,}73\times 10^{32})}
- {\displaystyle 10\uparrow \uparrow \uparrow 5=(10\uparrow \uparrow )^{5}1} = (10 → 5 → 3)
- {\displaystyle 10\uparrow \uparrow \uparrow 6=(10\uparrow \uparrow )^{6}1} = (10 → 6 → 3)
- {\displaystyle 10\uparrow \uparrow \uparrow 7=(10\uparrow \uparrow )^{7}1} = (10 → 7 → 3)
- {\displaystyle 10\uparrow \uparrow \uparrow 8=(10\uparrow \uparrow )^{8}1} = (10 → 8 → 3)
- {\displaystyle 10\uparrow \uparrow \uparrow 9=(10\uparrow \uparrow )^{9}1} = (10 → 9 → 3)
- {\displaystyle 10\uparrow \uparrow \uparrow \uparrow 2=10\uparrow \uparrow \uparrow 10=(10\uparrow \uparrow )^{1}01} = (10 → 2 → 4) = (10 → 10 → 3)
- El primer terme de la definició del nombre de Graham, g1 = 3 ↑↑↑↑ 3 = 3 ↑↑↑ (3 ↑↑↑ 3) ≈ 3 ↑↑↑ (10 ↑↑ 7,6 × 1012) ≈ 10 ↑↑↑ (10 ↑↑ 7,6 × 1012) es troba entre (10 ↑↑↑)² 2 i (10 ↑↑↑)² 3 l
- {\displaystyle 10\uparrow \uparrow \uparrow \uparrow 3=(10\uparrow \uparrow \uparrow )^{3}1} = (10 → 3 → 4)
- {\displaystyle 4\uparrow \uparrow \uparrow \uparrow 4} = (4 → 4 → 4) {\displaystyle \approx (10\uparrow \uparrow \uparrow )^{2}(10\uparrow \uparrow )^{3}154}
- {\displaystyle 10\uparrow \uparrow \uparrow \uparrow 4=(10\uparrow \uparrow \uparrow )^{4}1} = (10 → 4 → 4)
- {\displaystyle 10\uparrow \uparrow \uparrow \uparrow 5=(10\uparrow \uparrow \uparrow )^{5}1} = (10 → 5 → 4)
- {\displaystyle 10\uparrow \uparrow \uparrow \uparrow 6=(10\uparrow \uparrow \uparrow )^{6}1} = (10 → 6 → 4)
- {\displaystyle 10\uparrow \uparrow \uparrow \uparrow 7=(10\uparrow \uparrow \uparrow )^{7}1=} = (10 → 7 → 4)
- {\displaystyle 10\uparrow \uparrow \uparrow \uparrow 8=(10\uparrow \uparrow \uparrow )^{8}1=} = (10 → 8 → 4)
- {\displaystyle 10\uparrow \uparrow \uparrow \uparrow 9=(10\uparrow \uparrow \uparrow )^{9}1=} = (10 → 9 → 4)
- {\displaystyle 10\uparrow \uparrow \uparrow \uparrow \uparrow 2=10\uparrow \uparrow \uparrow \uparrow 10=(10\uparrow \uparrow \uparrow )^{10}1} = (10 → 2 → 5) = (10 → 10 → 4)
- (2 → 3 → 2 → 2) = (2 → 3 → 8)
- (3 → 2 → 2 → 2) = (3 → 2 → 9) = (3 → 3 → 8)
- (10 → 10 → 10) = (10 → 2 → 11)
- (10 → 2 → 2 → 2) = (10 → 2 → 100)
- (10 → 10 → 2 → 2) = (10 → 2 → 10¹⁰) = {\displaystyle 10\uparrow ^{10^{10}}10\!}
- El segon terme de la definició del nombre de Graham, g₂ = 3 ↑g1 3 > 10 ↑g1 - 1 10.
- (10 → 10 → 3 → 2) = (10 → 10 → (10 → 10 → {\displaystyle 10^{10}})) = {\displaystyle 10\uparrow ^{10\uparrow ^{10^{10}}10}10\!}
- g₃ = (3 → 3 → g₂) > (10 → 10 → g₂ - 1) > (10 → 10 → 3 → 2)
- g₄ = (3 → 3 → g₃) > (10 → 10 → g₃ - 1) > (10 → 10 → 4 → 2)
- g9 = (3 → 3 → g₈) es troba entre (10 → 10 → 9 → 2) i (10 → 10 → 10 → 2)
- (10 → 10 → 10 → 2)
- g10 = (3 → 3 → g9) es troba entre (10 → 10 → 10 → 2) i (10 → 10 → 11 → 2)
- g63 = (3 → 3 → g62) es troba entre (10 → 10 → 63 → 2) i (10 → 10 → 64 → 2)
- (10 → 10 → 64 → 2)
- El nombre de Graham, g64[nota 1]
- (10 → 10 → 65 → 2)
- (10 → 10 → 10 → 3)
- (10 → 10 → 10 → 4)
- ƒω³(3)[7]

## Comparació de bases
Aquesta secció il·lustra l'efecte d'escollir una base diferent de 10, en aquest cas 100. També il·lustra les representacions dels nombres, i la seva aritmètica.
{\displaystyle 100^{12}=10^{24}}, amb base 10 l'exponent es duplica.
{\displaystyle 100^{100^{12}}=10^{2*10^{24}}}, ídem.
{\displaystyle 100^{100^{100^{12}}}\approx 10^{10^{2*10^{24}+0{,}30103}}}, l'exponent més alt és lleugerament superior al doble (incrementat per log102).
- {\displaystyle 100\uparrow \uparrow 2=10^{200}}
- {\displaystyle 100\uparrow \uparrow 3=10^{2\times 10^{200}}}
- {\displaystyle 100\uparrow \uparrow 4=(10\uparrow )^{2}(2\times 10^{200}+0{,}3)=(10\uparrow )^{2}(2\times 10^{200})=(10\uparrow )^{3}200{,}3=(10\uparrow )^{4}2{,}3}
- {\displaystyle 100\uparrow \uparrow n=(10\uparrow )^{n-2}(2\times 10^{200})=(10\uparrow )^{n-1}200{,}3=(10\uparrow )^{n}2{,}3<10\uparrow \uparrow (n+1)} (així, si n és gran, hom pot dir que {\displaystyle 100\uparrow \uparrow n} és "aproximadament igual a" {\displaystyle 10\uparrow \uparrow n})
- {\displaystyle 100\uparrow \uparrow \uparrow 2=(10\uparrow )^{98}(2\times 10^{200})=(10\uparrow )^{100}2{,}3}
- {\displaystyle 100\uparrow \uparrow \uparrow 3=10\uparrow \uparrow (10\uparrow )^{98}(2\times 10^{200})=10\uparrow \uparrow (10\uparrow )^{100}2{,}3}
- {\displaystyle 100\uparrow \uparrow \uparrow n=(10\uparrow \uparrow )^{n-2}(10\uparrow )^{98}(2\times 10^{200})=(10\uparrow \uparrow )^{n-2}(10\uparrow )^{100}2{,}3<10\uparrow \uparrow \uparrow (n+1)} (compareu {\displaystyle 10\uparrow \uparrow \uparrow n=(10\uparrow \uparrow )^{n-2}(10\uparrow )^{10}1<10\uparrow \uparrow \uparrow (n+1)}; així, si n és gran, hom pot dir que {\displaystyle 100\uparrow \uparrow \uparrow n} és "aproximadament igual a" {\displaystyle 10\uparrow \uparrow \uparrow n})
- {\displaystyle 100\uparrow \uparrow \uparrow \uparrow 2=(10\uparrow \uparrow )^{98}(10\uparrow )^{100}2{,}3} (compareu {\displaystyle 10\uparrow \uparrow \uparrow \uparrow 2=(10\uparrow \uparrow )^{8}(10\uparrow )^{10}1})
- {\displaystyle 100\uparrow \uparrow \uparrow \uparrow 3=10\uparrow \uparrow \uparrow (10\uparrow \uparrow )^{98}(10\uparrow )^{100}2{,}3} (compareu {\displaystyle 10\uparrow \uparrow \uparrow \uparrow 3=10\uparrow \uparrow \uparrow (10\uparrow \uparrow )^{8}(10\uparrow )^{10}1})
- {\displaystyle 100\uparrow \uparrow \uparrow \uparrow n=(10\uparrow \uparrow \uparrow )^{n-2}(10\uparrow \uparrow )^{98}(10\uparrow )^{100}2{,}3} (compareu {\displaystyle 10\uparrow \uparrow \uparrow \uparrow n=(10\uparrow \uparrow \uparrow )^{n-2}(10\uparrow \uparrow )^{8}(10\uparrow )^{10}1}; si n és gran, això és "aproximadament" igual)

## Precisió
Notem que, per a un nombre {\displaystyle 10^{n}}, un canvi d'una unitat a n canvia el resultat en un factor 10. En un nombre com {\displaystyle 10^{\,\!6{,}2\times 10^{3}}}, on la mantissa 6,2 s'ha arrodonit fent servir les corresponents xifres significatives, el valor cert de l'exponent pot ser 50 menys o 50 més. Així, el resultat pot ser de l'ordre de 1050  més gran o més petit. Pot semblar que això té una precisió molt pobre, però per a un nombre tan gran es pot considerar acceptable, donat que un error gran en un nombre gran es pot considerar "relativament petit".

### Precisió dels nombres grans
En el cas de voler aproximar el valor d'un nombre gran, encara que l'error relatiu pot ser gran, es pot pensar que l'aproximació pot ser bona quant a ordres de magnitud. Per exemple, considerem
{\displaystyle 10^{10}} i {\displaystyle 10^{9}}
L'error relatiu és
{\displaystyle 1-{\frac {10^{9}}{10^{10}}}=1-{\frac {1}{10}}=90\%}
que és un error relatiu gran. Tot i això, podem prendre logaritmes per avaluar l'error. En aquest cas, els logaritmes (en base 10) són respectivament 10 i 9, de manera que l'error relatiu en els logaritmes és d'un 10%.
La clau és que les funcions exponencials magnifiquen enormement els errors relatius: per exemple, si a i b tenen un error relatiu petit, llavors
{\displaystyle 10^{a}} i {\displaystyle 10^{b}}
tenen un error relatiu és més gran, i
{\displaystyle 10^{10^{a}}} i {\displaystyle 10^{10^{b}}}
tenen un error relatiu encara més gran. La qüestió ara és: a quin nivell de logaritmes iterats volem comparar dos nombres? En cert sentit, podem voler que la comparació de
{\displaystyle 10^{10^{10}}} i {\displaystyle 10^{10^{9}}}
sigui "d'una magnitud propera". L'error relatiu entre aquests dos nombres és gran, i l'error relatiu entre els seus respectius logaritmes també és gran; però l'error relatiu prenent-ne logaritmes dos cops és petit:
{\displaystyle \log _{10}(\log _{10}(10^{10^{10}}))=10} i {\displaystyle \log _{10}(\log _{10}(10^{10^{9}}))=9}
Aquestes comparacions sobre logaritmes iterats són comunes, per exemple, en teoria analítica de nombres.

### Aritmètica aproximada per a nombres grans
Hi ha algunes regles generals pel tractament aritmètic dels nombres grans:
- La suma i el producte de dos nombres grans són aproximadament iguals al nombre més gran dels dos.
- {\displaystyle (10^{a})^{\,\!10^{b}}=10^{a10^{b}}=10^{10^{b+\log _{10}a}}}

D'aquí:
- Un nombre gran elevat a una potència gran és aproximadament igual al més gran d'aquests dos valors: el primer valor, i 10 elevat al segon valor. Per exemple, per a n gran, tenim {\displaystyle n^{n}\approx 10^{n}} i també {\displaystyle 2^{n}\approx 10^{n}}. Així, {\displaystyle 2\uparrow \uparrow 65536\approx 10\uparrow \uparrow 65533}.

## Nombres grans en algunes seqüències no-computables
La funció del castor Σ és un exemple d'una funció que creix més ràpidament que qualsevol funció computable. El seu valor per a arguments relativament petits és enorme: els valors de Σ(n) per n = 1, 2, 3, 4 són 1, 4, 6, 13 (successió A028444 a l'OEIS). No es coneix el valor exacte de Σ(5), però se sap que és ≥ 4098. Σ(6) és, com a mínim, 3,5×1018267.

## Nombres infinits
Encara que tots els nombres de què s'ha parlat abans són molt grans, tots són finits. Alguns camps de les matemàtiques defineixen nombres infinits i transfinits. Per exemple, aleph zero és la cardinalitat dels enters, certament un nombre infinit, i aleph u és el següent nombre cardinal. {\displaystyle {\mathfrak {c}}} és la cardinalitat dels reals. La proposició de què {\displaystyle {\mathfrak {c}}=\aleph _{1}} es coneix com a Hipòtesi del Continu.

## Notacions
Algunes notacions per a nombres extremadament grans:
- Notació de Knuth / hiperoperadors / funció d'Ackermann, incloent la tetració
- Notació de les fletxes encadenades de Conway
- Notació d'Steinhaus-Moser; a banda del mètode de construcció de nombres grans, aquesta notació també involucra una notació gràfica amb polígons; també es poden fer servir notacions alternatives, com ara una notació a partir d'alguna funció més convencional.

Essencialment, aquestes notacions són funcions de variables enteres, que creixen molt ràpidament. També es poden construir altres funcions que creixin encara més ràpidament per recursivitat.